# Seuneubok Seumawe
Seuneubok Seumawe is een bestuurslaag in het regentschap Bireuen van de provincie Atjeh, Indonesië. Seuneubok Seumawe telt 661 inwoners (volkstelling 2010).